# Partit de la Unitat Letona
El Partit de la Unitat Letona (en letó: Latvijas Vienības partija, LVP) fou un partit polític d'extrema dreta letó de la dècada de 1990. Establert el desembre de 1992, el partit representà inicialment a antics comunistes.
El partit configurà una llista a les eleccions legislatives letones de 1993, però només aconseguí un 0,1% dels vots: lluny de la barrera electoral del 4%. Posteriorment, guanyà una nova esperança amb la incorporació d'Alberts Kauls, el líder famós d'un antic col·lectiu. Ens els següents sufragis a la Saeima obtingué vuit escons a les eleccions de 1995. Del 21 de desembre de 1995 al 13 de febrer de 1997 s'uní a una gran coalició governamental sota la presidència d'Andris Šķēle. Inicialment, Alberts Kauls actuà com Primer Ministre-diputat i ministre d'Agricultura, però Šķēle el va fer dimitir el 6 de maig de 1996, i el càrrec fou traspassat al company de partit del PUL, Roberts Dilba, fins a la caiguda de la coalició el febrer de 1997. La majoria dels seus diputats abandonaren el partit el març de 1997, adherint-se al grup parlamentari de la Unió d'Agricultors Letons-Unió Demòcrata Cristiana. A les eleccions de 1998, el partit no aconseguí cap escó.

## Resultats electorals
| Any  | Vots   | %    | Escons  | +/-        |
| ---- | ------ | ---- | ------- | ---------- |
| 1993 | 1,070  | 0.10 | 0 / 100 | Nou        |
| 1995 | 68,305 | 7.18 | 8 / 100 | 8          |
| 1998 | 4,445  | 0.47 | 0 / 100 | Disminució |